# Баранов, Пётр Григорьевич
Бара́нов Пётр Григо́рьевич (1 января 1920, Барановский, Юг России — 11 марта 1943, около Феодосия, Крымская АССР) — штурман самолёта, Герой Советского Союза, гвардии младший лейтенант.

## Биография
Родился в 1920 году на хуторе Барановский ныне Киквидзенского района Волгоградской области в крестьянской семье. Русский. В 1939 году окончил среднюю школу.
В Красной Армии с 1940 года. В том же году окончил Краснодарское военное авиационное училище.
Участник Великой Отечественной войны с июня 1941 года. Воевал в составе 81-го бомбардировочного авиационного полка АДД, который за боевые заслуги был преобразован в 5-й гвардейский.
Штурман самолёта 5-го гвардейского авиационного полка Дальнего действия (50-я авиационная дивизия АДД) гвардии младший лейтенант Пётр Баранов к июню 1942 года совершил 103 успешных боевых вылета на бомбардировку важных объектов в тылу врага, нанеся противнику значительный урон в живой силе и боевой технике.
Указом Президиума Верховного Совета СССР «О присвоении звания Героя Советского Союза начальствующему составу авиации дальнего действия Красной Армии» от 31 декабря 1942 года за «образцовое выполнение боевых заданий командования на фронте борьбы с немецкими захватчиками и проявленными при этом отвагу и геройство» удостоен звания Героя Советского Союза с вручением ордена Ленина и медали «Золотая Звезда» (№ 768).
Член ВКП(б) с 1943 года.
Погиб в воздушном бою 11 марта 1943 года. Тело героя было подобрано Н. Листовничей и другими феодосийскими патриотами. Похоронен в братской могиле на Старом кладбище в городе Феодосии Крымской области (УССР).

## Награды

Табличка на братской могиле, где похоронен Баранов.

- Медаль «Золотая Звезда» Героя Советского Союза № 768 (31 декабря 1942 года)
- Орден Ленина
- Орден Красного Знамени
- медали